# Pimpla pluto
Pimpla pluto là một loài tò vò trong họ Ichneumonidae.